# Port de Dubrovnik
El port de Dubrovnik (Porat) a la ciutat vella (Grad) cal diferenciar-lo del port principal de la ciutat situat a la zona de Gruz.
Aquest port té avui un caràcter de port esportiu i turístic, presidit per les muralles i l'antic Palau gòtic de la rectoria, i flanquejat a la dreta (mirant des del mar) pel convent dominic, la fortalesa de Revelin i la torre Luka; i a l'esquerra per la punta Porporela, l'església de Sveti Ivan i el Museu marítim de Dubrovnik. Té enfront l'anomenat Kase que protegeix el port.